# やまぐちフラワーランド

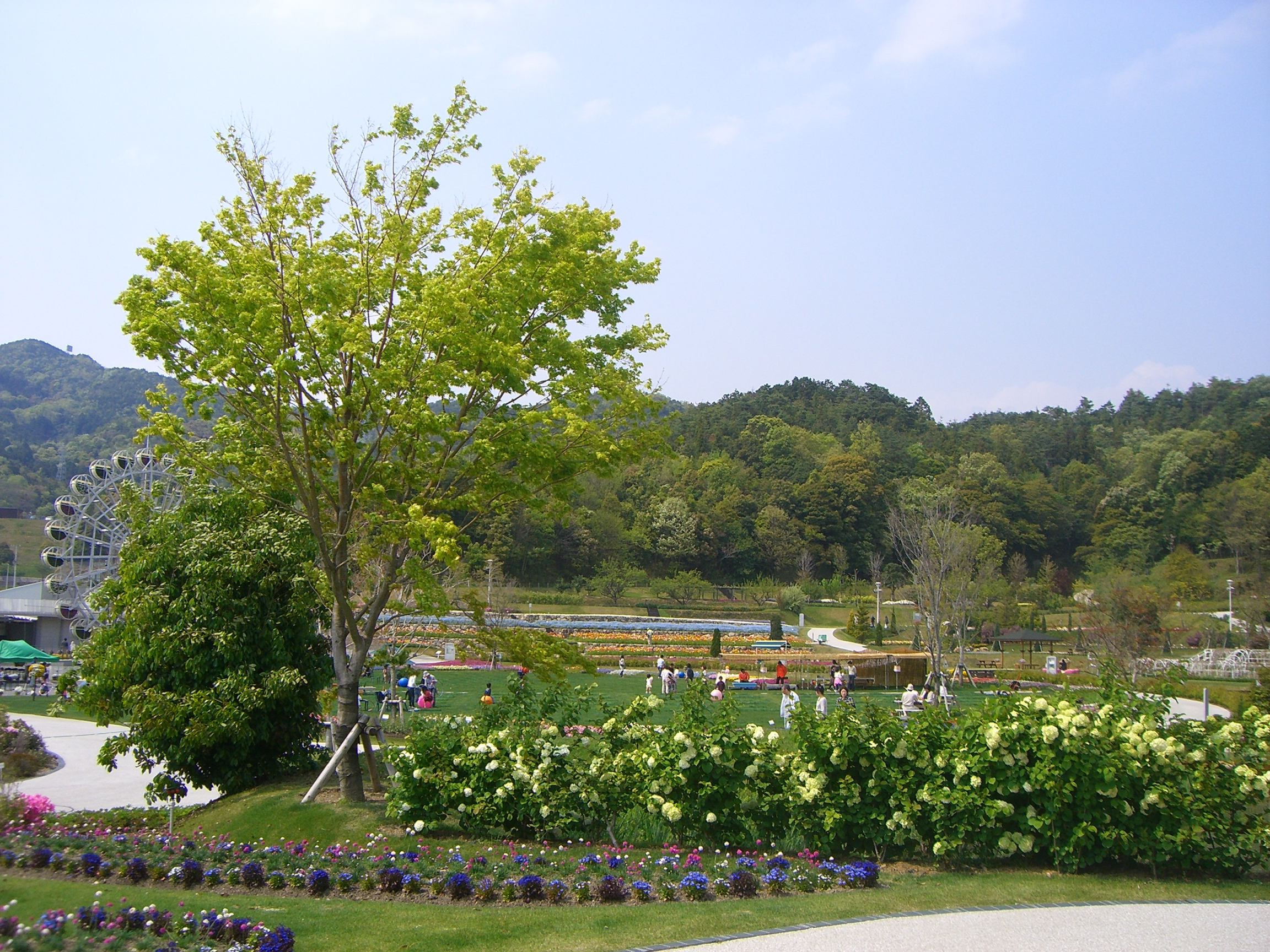
やまぐちフラワーランド

やまぐちフラワーランドは、山口県柳井市新庄にある、おもに花きに関する公園（テーマパーク）である。山口県によって整備され、運営は指定管理者制度により「一般財団法人 やない花のまちづくり振興財団」が行っている。
花き生産振興の拠点施設である「山口県花き振興センター」が併設されている。

## 概要
- 沿革
  - 2000年（平成12年） - 基本計画策定
  - 2003年（平成15年） - 工事着工
  - 2006年（平成18年）4月 - 開園
- 主な施設
  - センタープラザ（図書室、研修室、実習室など）
  - 庭園（自由広場、フラワーガーデン、コミュニティーガーデン、花車（観覧車風の花壇）など）
  - 販売所（花マーケット）
  - レストラン
  - 温室　など
- 休園日　木曜日
- 所在地　山口県柳井市新庄500-1
  - 最寄り駅：JR山陽本線柳井駅